# 歌仔戲音樂
歌仔戲音樂，泛指在歌仔戲演出時所使用的音樂，包含唱腔曲調、伴奏曲牌、吹牌，演奏的樂隊又稱為後場、文武場，常使用的樂器有殼仔弦、大廣弦、月琴、笛子等。

## 發展

### 臺灣歌仔戲
歌仔戲以「板腔體」為其音樂構造，歌仔戲的音樂形式與來源相當多元化，初期主要受到宜蘭地區歌仔曲調的影響，其中包括四空仔（後因受臺灣民歌影響，形成羽調式的七字調）、五空仔（即大調）、以及雜唸調等。此外，歌仔戲還吸收了其他小戲的曲調，例如來自車鼓小戲的留傘調和送哥調等。早期歌仔戲無武場控制樂曲的節奏，進入商業劇場後，歌仔戲開始配置武場，使文武場逐漸完備。歌仔戲從南管、北管等發展較成熟的戲曲劇種中吸收唱腔曲牌，嗩吶的吹牌則大多取自京劇。歌仔戲的武場大多由京劇的武場移植而來，因此兩者有較多雷同之處，但說法上仍有所差異。
起初歌仔戲並無專業的曲調創作者，直到唱片歌仔戲興起後，對於歌仔戲曲調的需求不斷增加，傳統曲調無法滿足日漸擴大的市場。1930年代，部分樂師開始為唱片故事創作新的主題曲或插曲，促使歌仔戲創作曲調的盛行，而後唱片業者為大量拓展新劇目與新曲調，進而將唱片歌仔戲的編劇與編曲專職化，甚至加入西洋樂器為歌仔戲編曲。
1937年，因應甲午戰爭爆發，日本政府加強實施皇民化運動，禁止傳統戲曲的演出活動；1941年，官方成立「臺灣演劇協會」，嚴格執行劇本審核制度，並強制解散未符合規定改善的劇團。為符合官方規定，歌仔戲演員改穿和服，手持武士刀，說日語，演出日本劇目，同時穿插演唱日本歌曲，這種獨特的演出風格被稱為「胡撇仔戲」。戰後，「胡撇仔戲」成為傳統古路戲之外的另一種系統，並於野臺歌仔戲中大受歡迎，除了演唱日語歌曲外，也開始加入流行歌曲。
1948年，「廈門都馬劇團」來臺表演，後因國共內戰爆發而滯留臺灣發展。「廈門都馬劇團」演出使用閩南歌仔戲的「改良調」，因旋律悅耳且抒情、敘事皆宜而受到觀眾歡迎，後續廣泛被臺灣歌仔戲演員學習與應用，因該曲調由「廈門都馬劇團」引入，故被改稱為都馬調。都馬調對臺灣歌仔戲影響深遠，與七字調、雜唸調被視為臺灣歌仔戲最基本的曲調。
1950年代，廣播歌仔戲興起，因播出時間長而對於曲調的需求大增，且臺灣社會逐漸轉向現代化，為了順應潮流，歌仔戲業者開始大量使用流行歌曲於廣播歌仔戲中，起初以吸收七言四句聯曲式的流行歌曲為主，例如：臺語流行歌曲《人道》、《母子鳥》、《茫茫鳥》、《夜雨打情梅》；國語流行歌曲亦為廣播歌仔戲所用，例如：《相思苦》、《玉樓春》、《茶山姑娘》等。除了吸收流行歌曲，戲班樂師也開始為廣播歌仔戲編新曲調，這些曲調亦偏向流行歌曲的風格，統稱為「新調」或「變調」，例如：紹興調（改編自紹興戲的曲調）、廣東二黃、四季春等。
1962年，台灣電視公司開播，隨即投入電視歌仔戲的製播，每一齣電視歌仔戲皆有新創主題曲及插曲，傳統歌仔戲曲調如七字調、都馬調等仍被應用於電視歌仔戲裡，但是節奏緩慢、耗時較長的哭調因電視歌仔戲播出時長有限而不使用。1970年代，電視歌仔戲製作人劉鐘元邀請作曲家曾仲影進入台灣電視公司，與電視歌仔戲編導陳聰明進行合作。曾仲影與陳聰明借鏡黃梅調電影，先將純伴奏錄製成「卡拉」，後續再以剪接方式加入演員的配唱。「卡拉」的出現大幅提升了電視歌仔戲的製作效率，成為電視歌仔戲最常使用的音樂形式。隨著越來越多的電視歌仔戲作品推出，新編的曲調亦不斷累積，這些用於電視歌仔戲的曲調被統稱為「電視調」。
1980年代以後，歌仔戲進入現代劇場，因應現代劇場的專業分工性質，出現「音樂設計」一職，負責將演員的唱作與文武場結合，包含設計唱腔和背景音樂、器樂的編曲等。首次使用「音樂設計」一詞的歌仔戲演出為河洛歌子戲團1996年版本的《欽差大臣》。

### 閩南歌仔戲
歌仔戲傳入中國閩南地區後，起初發展同樣以吸收其他劇種的曲調為主要發展。閩南歌仔戲從業者邵江海以漳州在地錦歌的雜碎調進行演出，而後進一步嘗試將臺灣雜唸調與錦歌雜嘴調融合運用於演出中，這種改良的雜碎調最初被命名為華南雜調。甲午戰爭波及至閩南地區以後，臺灣歌仔調被官方禁止演唱，閩南歌仔戲藝人改編當地流行的閩南歌仔調與修改原有的歌仔戲唱腔，創作不同以往的雜碎調，再融合京劇、高甲戲、白字戲、閩南民歌、山歌、褒歌等不同音樂元素，創立出「改良調」。

## 唱腔曲調
唱腔曲調是以人聲演唱的樂曲，為歌仔戲音樂的核心部分。
依據學者徐麗紗的分類，在歌仔戲的來源可分為五類。由民謠轉變而成的「錦歌類」，為「老歌仔戲」時期就存在的基本曲調，包括七字調、大調、倍思、雜唸仔調等，具有極強的語言性。用以表達角色悲痛的「哭調類」，常以組曲的形式呈現，伴奏樂器包括洞簫、大廣弦和台灣月琴。各地的哭調都有其獨特之處，如台南哭、彰化哭、宜蘭哭、艋舺哭等。「民歌類」包括直接援引的曲調，如卜卦調和乞食調，以及從小戲中吸收的曲調，如留傘調和串調仔，另有部份曲調是在甲午戰爭時期融合閩南民歌小調而成的，例如都馬調。「戲曲類」為取材自其他劇種的曲調，多取自亂彈戲、梨園戲、高甲戲、京劇等，例如：漿水、慢頭、緊疊仔、恨冤家、相思引、牽君手上、陰調、四空門、緊中慢、流水、西皮搖板等。「新調類」係指1950、60年代，歌仔戲班的樂師模仿民歌風格或改編舊有民歌而成的曲調，並廣泛運用於廣播、電影及電視歌仔戲，包括文和調、寶島調、西工調、中廣調、更鼓反等。

## 樂隊及樂器
歌仔戲的音樂伴奏可分為文場與武場，文場使用管弦樂器為主，主要用於伴奏、背景樂及特殊音效。歌仔戲最早使用的文場樂器分別為殼仔弦、大廣弦、月琴、笛子四種樂器。隨著歌仔戲的發展，陸續加入三弦、胡琴（吊規仔）、鴨母笛（管）、洞簫、六角絃、鐵絃仔、嗩吶等樂器，新調出現以後，西洋樂器如小號、薩克斯風、吉他也開始於歌仔戲演出中使用。
武場為打擊樂器，主要配合演員表演的表演，控制演員唱曲的節拍與整體演出節奏等，因此武場指揮即為文武場的總指揮。武場指揮一職通常稱為「鼓佬」或「頭手鼓」，常用樂器有單皮鼓、通鼓、板、喀仔等。其他武場樂師統稱為「下手」，通常演奏大鑼、小鑼、鈔等三件樂器。